# Ichikawa, Hyōgo
Ichikawa (japanska: 市川町?, Ichikawa-chō) är en landskommun (köping) i Hyōgo prefektur i Japan. 